# Politikåret 1877

## Händelser
- 4 mars - Rutherford B. Hayes tillträder som USA:s president.[1]
- 13 oktober - George Grey efterträder Harry Atkinson som Nya Zeelands premiärminister.[2]

### Fotnoter
1. ↑  ”United States of America” (på engelska). World Statesmen. http://www.worldstatesmen.org/United_States.html. Läst 29 juli 2015.
2. ↑  ”New Zealand” (på engelska). World Statesmen. http://www.worldstatesmen.org/New_Zealand.htm. Läst 1 augusti 2015.